# Spoed (seizoen 11)
Reeks 11 van Spoed werd voor de eerste keer uitgezonden tussen 4 december 2007 en 26 februari 2008. De reeks telt 13 afleveringen. Er is ook een licht vernieuwde begingeneriek. Deze reeks is het laatste seizoen van Spoed.

## Hoofdcast
- Kurt Rogiers (Filip Driessen)
- Ann Van den Broeck (Iris Van de Vijver)
- Sven De Ridder (Steven Hofkens)
- Magda Cnudde (Bea Goossens)
- Govert Deploige (Wim Michiels)
- Amaryllis Temmerman (Femke Vincke)
- Trine Thielen (Evi Cauberghs)
- Sven Ronsijn (Pieter Bouten)
- Lore Dejonckheere (Jana Stevens)
- Nele Bauwens (Anne-Sophie De Maeyer)
- Veerle Dobbelaere (Andrea Leroy)

## Vaste gastacteurs
(Personages die door de reeksen heen meerdere keren opduiken)
- Tatyana Beloy (Lisa Deprez)
- Warre Borgmans (Gerrit De Maeyer)
- Maarten Bosmans (Harry)
- Chadia Cambie (Melinda De Cock)
- Katrien De Becker (Sonja)
- Jos Dom (André Maenhout)
- Wietse Tanghe (Jochem)
- Hans Van Cauwenberghe (Karel Staelens)
- Britt Van Der Borght (Sandra)
- Helga Van der Heyden (Roos Van de Vijver)
- Ben Van Ostade (Walter)

## Verhaallijnen
Bea kijkt vreemd op als iemand zich ongegeneerd in het kantoor van Luc settelt. Het blijkt dokter Andrea Leroy te zijn, die Luc gaat vervangen als afdelingshoofd. Luc is in Afrika gaan werken voor de rest van zijn carrière. Andrea’s eerste acties maken haar niet echt geliefd bij de collega’s. Door de hervormingen die ze moet doorvoeren moet ze o.a. Karel ontslaan. Er komen drie stagiairs op de spoedafdeling: Jana Stevens, Evi Caubergs en Pieter Bouten. Na hun stagejaar zal worden beslist wie de beste dokter is. Die mag dan als volleerd arts op de spoedafdeling beginnen. De concurrentiestrijd tussen de drie barst los. Sommigen gaan zelfs heel ver om de job te bemachtigen. Iris ontmoet haar zus Roos terug en ontdekt dat haar vriend haar en haar zoontje Tim mishandeld. Ze helpt haar zus en neefje maar Roos gaat toch met Tim terug naar haar vriend. Wim en Evi worden verliefd op elkaar. Evi verlaat zelfs haar vriend voor hem, maar Wim twijfelt tussen haar en zijn gezin. Femkes moeder krijgt een beroerte en haar vader wil dat ze haar job opgeeft om haar moeder te verzorgen en ondertussen de boekhouding van zijn garage te doen. Anne-Sophie heeft abortus gepleegd, en Sam is met de noorderzon verdwenen. Steven en Mel wachten ongeduldig op hun adoptiezoon Thabo uit Mozambique, maar dit verloopt niet vlekkeloos. Iris en Filip zijn nog steeds zeer gelukkig samen. Ze hebben alles wat een jong koppel zich kan wensen. Toch voelt Filip zich niet zo goed. Hij heeft constant hoofdpijn, heeft last van gevoelloze ledematen en ziet soms wazig. Andrea stuurt hem op ziekteverlof, maar nog diezelfde avond krijgt hij, in het bijzijn van Iris, hevige stuiptrekkingen. Na vele onderzoeken blijkt hij een aneurysma te hebben. Hij kan snel worden geopereerd, maar Iris is doodsbang omdat er veel risico is verbonden aan de operatie. Toch haalt Filip het, en hij herstelt heel vlug. Bea is veel alleen omdat Geert vaak weg moet voor zijn job. Filip komt opnieuw werken en wordt direct naar een auto-ongeval gestuurd. De passagierster kan bevrijd worden, maar de auto vat vlam voor de bestuurder bevrijd kan worden. Het blijkt Geert te zijn, die Bea al 2 jaar bedroog met een collega. Bea gaat kapot van verdriet. Wim verlaat zijn vrouw even, maar beseft uiteindelijk dat zijn gezin hem te dierbaar is om voor Evi te kiezen. Door het aneurysma en de dood van Geert beseft Filip dat het leven kostbaar is, en hij zegt tegen Iris dat hij graag aan kinderen wil beginnen. Zij vindt het hier echter nog wat te vroeg voor en ziet het ook niet combineerbaar met hun job. Filip blijft aandringen en er zijn hevige discussies. Andrea’s zoon krijgt een ongeluk met zijn scooter. Iris opereert hem en probeert er hem echt door te krijgen, maar ondanks alles is Jochem verlamd aan zijn linkerbeen. Walter, Andrea’s ex-man, wil het hoederecht over Jochem en krijgt dit ook. Filip ziet dat er wat scheelt met Andrea en ze stort haar hart bij hem uit. Andrea laat zich echter meeslepen door haar emoties en probeert Filip te kussen. Filip loopt verbaasd en geschrokken weg, omdat hij dit niet van haar had verwacht. Hij vergeeft het haar.

### Seizoensfinale
De laatste dag van de drie stagiairs is aangebroken. Die nacht is de minister van Onderwijs binnengebracht, nadat hij halfnaakt en in elkaar geslagen was gevonden in het park. Andrea drukt iedereen op het hart om vooral tegen de pers niets te lossen over de situatie waarin hij werd aangetroffen. Vooral Evi spreekt zich uit over deze hypocrisie. Iris voelt zich niet lekker. Er blijkt toch iemand informatie te hebben gelekt. Het moet een van de stagiairs geweest zijn, en alle blikken richten zich op Evi en ze wordt geschorst. Enkel Wim verdedigt haar. Het spoedteam beslist om Jana naar voren te schuiven op de vergadering die zal beslissen wie de job krijgt. Nadat Hofkens even de pers te woord staat, krijgt Jana een telefoontje. Wim vindt het verdacht en volgt haar. Hij komt te weten dat zij diegene is die de pers getipt heeft. Zo krijgt Evi toch de job, want niemand was echt lovend over Pieter. Om haar benoeming te vieren, trakteert Evi iedereen in Harry’s. Filip heeft een verrassing voor Iris, maar is verbaasd als zij ook een verrassing blijkt te hebben voor hem. Iris maakt het eerst haar cadeautje open. Het is een ring. Filip vraagt Iris te huwelijk, en natuurlijk zegt ze ja. Hij wil dit aan iedereen vertellen, maar Iris vraagt hem om eerst zijn cadeautje open te doen. Het is een echografie. Filip kan het bijna niet geloven. Zijn kinderwens komt uit! Hij schreeuwt het door heel Harry’s café.